# Photinia prionophylla
Photinia prionophylla är en rosväxtart som först beskrevs av Adrien René Franchet, och fick sitt nu gällande namn av Camillo Karl Schneider. Photinia prionophylla ingår i släktet Photinia och familjen rosväxter. Utöver nominatformen finns också underarten P. p. nudifolia.